# 제2차 세계 대전 개요
제2차 세계 대전 소개를 위해 정리한 개요이다.
제2차 세계 대전은 1939년부터 1945년까지 지속된 세계 대전으로, 미국, 소련, 영국 등의 연합국들과 나치 독일, 이탈리아 왕국, 일본 제국 등의 추축국 간의 전쟁이었다. 6천만여 명이 사망한, 세계의 역사에서 가장 참혹한 전쟁이었다.

## 제2차 세계 대전의 특징
- 추축국 연합국
- 유럽 전쟁
- 태평양 전쟁
- 현대전
- 기갑전
- 총력전
- 세계 대전

## 제2차 세계 대전의 원인
- 아시아에서의 제2차 세계 대전 발발 전 사건
- 유럽에서의 제2차 세계 대전 발발 전 사건
- 제국주의
- 팽창주의
- 베르사유 조약

## 제2차 세계 대전 참전국
- 제2차 세계 대전의 연합국
  - 영국
  - 프랑스 (1939년 9월 – 1940년 6월) / 자유 프랑스 (1940년 6월 – )
  - 소련 (1941년 6월 – )
  - 미국 (1941년 12월 – )
  - 중화민국
- 추축국
  - 일본 제국
  - 나치 독일
  - 이탈리아 왕국 (1940년 6월 – 1943년 9월) / 이탈리아 사회공화국 (1943년 9월 – )
  - 헝가리 왕국
  - 루마니아 왕국
  - 불가리아 왕국

## 제2차 세계 대전 연표
- 제2차 세계 대전 이전 사건 연표
  - 아시아에서의 제2차 세계 대전 발발 전 사건
  - 유럽에서의 제2차 세계 대전 발발 전 사건
- 겨울전쟁 연표
- 북아프리카 전역 연표
- 제2차 세계 대전 연표 (1939년)
- 제2차 세계 대전 연표 (1940년)
- 제2차 세계 대전 연표 (1941년)
- 제2차 세계 대전 연표 (1942년)
- 제2차 세계 대전 연표 (1943년)
- 제2차 세계 대전 연표 (1944년)
- 제2차 세계 대전 연표 (1945년)

### 사건 연표
- 폴란드 침공 (1939년 9월 1일 – 10월 6일)
- 가짜 전쟁 (1939년 9월 3일 – 1940년 5월 10일)
- 대서양 전투 (1939년 9월 3일 – 1945년 5월 8일)
- 겨울 전쟁 (1939년 11월 30일 – 1940년 3월 13일)
- 베저위붕 작전 (1940년 4월 9일 – 6월 10일)
- 프랑스 공방전 (1940년 5월 10일 – 6월 25일)
- 다이너모 작전 (1940년 5월 26일 – 6월 4일)
- 영국 본토 항공전 (1940년 7월 10일 – 10월 31일)
- 유고슬라비아 침공 (1941년 4월 6일 - 17일)
- 바르바로사 작전 (1941년 6월 22일 – 12월 5일)
- 레닌그라드 포위전 (1941년 9월 8일 – 1944년 1월 27일)
- 모스크바 공방전 (1941년 10월 2일 – 1942년 1월 7일)
- 진주만 공격 (1941년 12월 7일)
- 네덜란드령 동인도 전역 (1942년 1월 11일 - 3월 9일)
- 싱가포르 전투 (1942년 2월 8일 – 15일)
- 산호해 해전 (1942년 5월 4일 – 8일)
- 미드웨이 해전 (1942년 6월 4일 – 7일)
- 제1차 엘 알라메인 전투 (1942년 7월 1일 – 27일)
- 과달카날 전역 (1942년 8월 7일 - 1943년 2월 9일)
- 디에프 기습 (1942년 8월 19일)
- 스탈린그라드 전투 (1942년 8월 23일 – 1943년 2월 2일)
- 제2차 엘 알라메인 전투 (1942년 10월 23일 – 11월 11일)
- 횃불 작전 (1942년 11월 8일 – 16일)
- 쿠르스크 전투 (1943년 7월 5일 – 8월 23일)
- 연합군의 시칠리아 침공 (1943년 7월 9일 – 8월 17일)
- 연합군의 이탈리아 침공 (1943년 9월 3일 – 17일)
- 몬테카시노 전투 (1944년 1월 17일 – 5월 18일)
- 싱글 작전 (1944년 1월 22일 – 6월 5일)
- 임팔 전투 (1944년 3월 8일 - 7월 3일)
- 노르망디 상륙 (1944년 6월 6일)
- 바그라티온 작전 (1944년 6월 22일 – 8월 19일)
- 용기병 작전 (1944년 8월 15일 – 9월 14일)
- 마켓 가든 작전 (1944년 9월 17일 – 25일)
- 휘르트겐 숲 전투 (1944년 9월 19일 – 12월 16일)
- 벌지 전투 (1944년 12월 16일 – 1945년 1월 25일)
- 도쿄 대공습 (1945년 3월 10일)
- 베를린 공방전 (1945년 4월 16일 – 5월 2일)
- 유럽 전승 기념일 (1945년 5월 8일)
- 히로시마·나가사키 원자폭탄 투하 (1945년 8월 6일, 8월 9일)
- 만주 전략공세작전 (1945년 8월 9일 - 8월 20일)
- 대일 전승 기념일 (1945년 8월 15일)

## 지역별 제2차 세계 대전
- 유럽 전구
- 서부 전선
- 동부 전선
- 이탈리아 전역
- 지중해 및 중동 전구
- 서아프리카 전역
- 동아프리카 전역
- 태평양 전쟁
- 동남아시아 전역

### 나라별 제2차 세계 대전
- 그리스
- 그린란드
- 독일
- 루마니아
- 미국
- 미얀마
- 불가리아
- 영국
  - 지브롤터
- 유고슬라비아
- 이탈리아
- 헝가리

## 제2차 세계 대전의 훈장

### 독일
- 철십자

### 미국
- 명예 훈장
- 은성훈장
- 수훈 비행 십자장
- 에어 메달

### 소련
- 소비에트 연방영웅
- 레닌 훈장
- 적기훈장

### 영국
- 빅토리아 훈장
- 바스 훈장
- 대영 제국 훈장

## 제2차 세계 대전의 종전과 여파
- 유럽의 제2차 세계 대전 종전
- 냉전
- 초강대국